# جلیده
جلیده (به عربی: جليدة) یک شهرداری‌های الجزایر در الجزایر است که در ناحیه جلیده واقع شده‌است.